# 圣玛窦的启示
《圣玛窦的启示》（義大利語：San Matteo e angelo）是意大利巴洛克艺术大师米开朗基罗·梅里西·达·卡拉瓦乔的画作，创作于1602年。受法国红衣主教玛窦·孔塔雷利 (Matteo Contarelli) 的委托，这幅画悬挂在意大利罗马的圣王路易堂的肯塔瑞里小堂的祭坛上。小堂中保存有卡拉瓦乔的三幅画作，这幅画是其中之一，位于尺度较大、创作时间较早的两幅画作《圣玛窦殉道》和《圣玛窦蒙召》之间。这项委托对卡拉瓦乔来说并非易事，因为为满足他的赞助人德尔蒙特枢机的要求，这三幅画中至少有两幅重画。
这个主题的第一个版本《圣玛窦和天使》被枢机否决，在第二次世界大战中在柏林被毁，现在只有黑白和增强色的复制品。这个版本描绘天使站在玛窦近旁，似乎在和他耳语。

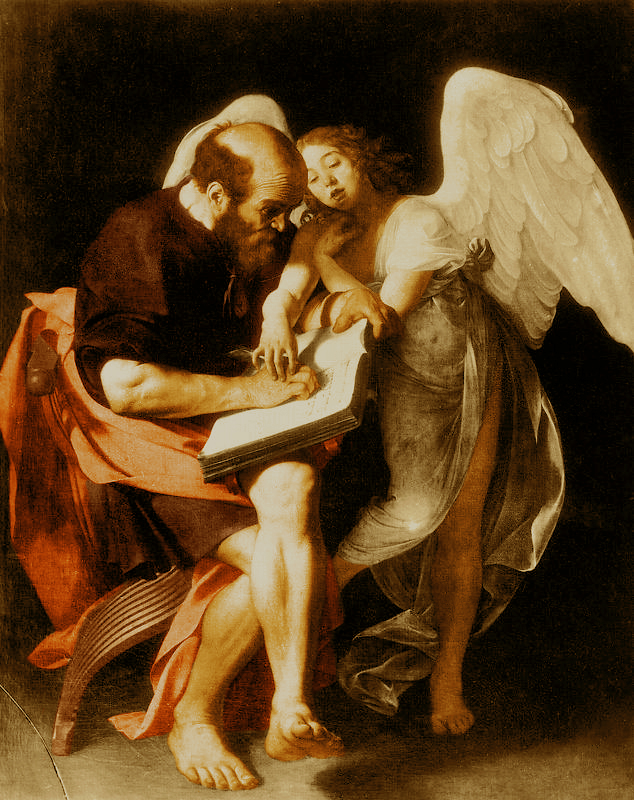
第一个版本

在目前的版本中，天使从空中高处降临，周围环绕着一圈波纹。不安的马修倒向书桌，天使向他预告未来的工作。除了两个人物，一切都是黑暗的。 